# Telecabina de Baquèira
El Telecabina de Baquèira es va posar en servei durant la temporada d'esquí 2005-2006 i és el primer que existeix a l'estació d'esquí de Baquèira-Beret i a la Val d'Aran. La primera fase del telecabina unia la cota 1.500 amb la cota 1.800 mentre que la nova fase que es posa en servei durant la temporada 2008-2009 prolonga el recorregut de l'aeri cap a cota inferior en perpendicular amb l'altre tram fins al complex residencial de la Val de Ruda. El telefèric compta amb 93 cabines de 9 persones cadascuna, en les quals els esquiadors poden entrar amb els esquís en mà, amb una capacitat de 3000 persones/hora i sentit. El temps de viatge és de 5 minuts.